# Актова фотография
Актовата фотография е стил в художествената фотография, при който се изобразява голо човешко тяло.
Обектът на актовата фотография, с добре изразените форми и пропорции, показва красотата на съвършеното човешко тяло.

## Човешкото тяло
Човешкото тяло е обект на изобразяване още от древността. Красотата на тялото, пропорциите и грацията на движенията са художествено изобразявани, създавани са глинени и мраморни скулптори. Древна Гърция е най-добрият пример за това. Красотата на тялото е показвана и демонстрирана при физкултурни и бойни упражнения на съвършено голи мъже. Условие за участие в олимпийски игри е телата на участниците също да са напълно голи. Голотата на мъжкото и женското тяло не е възприемано откъм еротичната страна, а демонстрация на съвършенство, което заслужава одобрение и възхищение. В Древния Рим са възприети традициите на художествено изобразяване и се създават скулптурни творби на голи тела.
Християнството анатемосва култа към голото тяло. Разголването на тялото е прието за греховно, земно и нецеломъдрено. Едва през годините на Ренесанса художниците и скулпторите разчупват забраната, за да оставят шедьоври за поколенижта след тях.

## За и против това изкуство
За България това е може би най-изоставеният фотографски жанр. Като се изключат някои творби на фотограф-художниците Бончо Карастоянов, Лоте Михайлова, Асен Кемилев и други, фотографирането на голо тяло – мъжко или женско, е анатемосвано дълги години от комунистическия режим. След 9 септември 1944 г. за първи път актова снимка на Лоте Михайлова е изложена в изложбен салон през 1963 г. Въпреки партийните догматични ограничения и критерии тя е отличена със златен медал.
Независимо от този пробив в България няма практика чрез художествен фотографичен образ да се покаже красотата на човека, съвършенството на човешкото тяло и художествена фототворба да буди възхищение, а не еротични помисли. И това е главната причина – трудно се прокарва разделителната линия между актовата фотография от една страна и еротичната фотография и порнографията от друга. Замисълът на твореца, макар и да използва един и същ обект – голото тяло, може чрез позиционирането му в кадъра, композицията на фотокартината, поведението на заснетия обект, осветлението и прилагането на различни фототехники, да въздейства като събуди еротични представи, или да предизвика възхищение и емоционално удовлетворение от съвършенството на модела.
Въпреки че еротичният елемент от въздействието на голото тяло не може да се премахне, майсторството на фотографа е не да покаже предизвикателна разголеност, а да покаже красотата на човешкото тяло по поетичен и загадъчен начин.

## Техника на композиция и фотозаснимане
Фотогеничността на заснимания обект е от значение за фототворбата. Макар при актовите снимки основният обект да е човешкото тяло, от много важно значение за композицията са фонът и обстановката, в която се създава художествената фотокартина. Актовите снимки изцяло са дело на фотограф-художника. Те специално се подготвят и режисират, както по отношение на поведението на фотомодела, така и като фон, осветление и последваща обработка на фотоматериалите.

### На открито
Това е създаването на актови снимки сред природата. Особено добри снимки се създават край водни басейни – реки, езера, море. Наличието на растителност на преден план и специфичният блясък на мокрото тяло създават гладкост на кожата, като се избягва порнографският елемент в композицията, особено при женската актова снимка. Добрата работа между модел и фотограф не е достатъчна. Необходимо е да се избере подходяща гледна точка (обикновено висока гледна точка), подходяща осветеност. Когато се изисква пропорциите на тялото безупречно да бъдат предадени, се използва средно-дългофокусен обектив. Това е задължително при фотографиране на танцови или гимнастически движения на фотомодела, при които протегнати към фотоапарата ръце или крака не трябва да изглеждат неестествено големи.
Към техниката на фотозаснимане може да се прибави и дълбочината на рязкостта. Естетическото въздействие на снимания обект може да се засили, когато моделът се заснема с пълна рязкост, като околните предмети се загатват безфокусно. Може да се композира и обратното – човешко тяло да е слабо разфокусирано в заден план, а например морските дюни да са на фокус.

### В домашна обстановка
Обикновено това са актови фотографии на женски тела. Използваните сюжети са тоалет пред огледалото, сън или ставане от сън, или сутрешно отдаване на спомени и мързелуване. Не е задължително тялото да е абсолютно голо. Полуоблечено или с прозрачно дамско бельо се създава илюзията за загадъчност и естествено поведение на модела. Снимките трябва да отразяват домашната обстановка, като се подчертава фигурата, а чрез осветлението да се постигне лек полумрак в останалата част от интериора.

### В ателие
При актови снимки в ателие най-често декорът е с неутрален тон. Обикновено в такива снимки се залага някакво движение, затова особено внимание се обръща на положението на ръцете, краката, тялото, за да се получи най-добрата линейна композиция, предаваща красотата, нежността и грацията на фотомодела.
В ателиетата е възможно прилагането на фотографската техника висок ключ. Тя изисква безупречен фон, осветление, обезпечаващо заснемане в най-светлата тонална гама, и фотографска обработка на снимките, чрез която да се постигне това.
Методът на соларизацията също се използва в актовата фотография. Характерното при прилагането на тази фотографска техника е кратката експонация на филма или кратко осветяване на копираното фотокопие. Ефектът е почти безплътно тяло с малко степени на градацията на сивото и ограничено от най-силните заснети контрастни линии.
Особено голямо е значението на осветлението. В студийните (правени в ателие) снимки е възможно използването на  всякакви творчески осветителни похвати. 